# Zalaegerszeg
Zalaegerszeg er en by i det vestlige Ungarn med 55.152(2024) indbyggere. Byen er hovedstad i provinsen Zala og ligger ved bredden af en flod, der ligeledes hedder Zala.